# Morphologische Analyse (Kreativitätstechnik)
Die morphologische Analyse ist eine kreative heuristische
Methode, um komplexe Problembereiche vollständig zu erfassen und alle möglichen Lösungen vorurteilslos zu betrachten.
Sie erfolgt in einer Gruppe von bis zu sieben Personen, wodurch sich das Wissens- und Ideenpotential erweitert. Die Durchführung wird von einem Moderator gesteuert und dauert ca. eine halbe bis zwei Stunden.
Zusammen mit der Analyse des Problems ist eine Verallgemeinerung der Fragestellung zweckmäßig. Dadurch erweitert man das Problemfeld mit dem Ziel, originelle Lösungen zu finden. Die morphologische Analyse bedient sich des morphologischen Kastens, des anschaulichen Bildes einer mehrdimensionalen Matrix.

## Morphologischer Kasten (Zwicky-Box)
Der morphologische Kasten ist eine systematisch heuristische Kreativitätstechnik nach dem Schweizer Astrophysiker Fritz Zwicky (1898–1974). Die mehrdimensionale Matrix bildet das Kernstück der morphologischen Analyse.
Vorgehensweise
1. Für eine Fragestellung werden die bestimmenden Merkmale (auch Attribute, Faktoren, Parameter, Dimensionen genannt) festgelegt und untereinander geschrieben. Hierbei ist darauf zu achten, dass die Merkmale unabhängig voneinander sind und dass sie im Hinblick auf die Aufgabenstellung auch umsetzbar (operationalisierbar) sind.
2. Dann werden alle möglichen Ausprägungen des jeweiligen Merkmals rechts daneben geschrieben. So entsteht eine Matrix, in der jede Kombination von Ausprägungen aller Merkmale eine theoretisch mögliche Lösung ist.[2]
3. Danach wird aus jeder Zeile eine Ausprägung des Merkmals gewählt, wodurch eine Kombination von Ausprägungen entsteht. Dies kann auf zwei Arten erfolgen:

- Systematisch: z. B. durch Anwendung der Multifaktorenmethode, dabei wird die Anzahl der Merkmale und Ausprägungen beschränkt.
- Intuitiv: Der Bearbeitende betrachtet die Matrix und wählt aus jeder Zeile eine Ausprägung. Der daraus entstehende Linienzug wird dann ganzheitlich als alternative Lösung betrachtet.

Dieser Auswahlprozess wird mehrmals durchgeführt. Mit den entstandenen Kombinationen von Ausprägungen werden Ideen entwickelt.
Liegen z. B. drei Merkmale vor, so kann man sich die drei Merkmale als die Achsen eines Kastens – also einer dreidimensionalen Matrix – denken. Auf jeder Achse denkt man sich weiter die jeweiligen Ausprägungen des Merkmals. Eine Kombination von drei Ausprägungen liefert dann einen Punkt innerhalb des Kastens.
Dies lässt sich von drei auf beliebig viele (n) Merkmale verallgemeinern, wodurch man n-dimensionale Kästen erhält. Allerdings erscheint es sinnvoll, nur fünf bis zehn Merkmale und Ausprägungen zu wählen, da die vielen Lösungsmöglichkeiten sonst praktisch nicht mehr handhabbar sind.
Um die Lösungszahl zu begrenzen, hat man die Möglichkeit, die Anzahl der Merkmale durch Erhöhen ihres Komplexitätsgrades zu vermindern (z. B. durch übergeordnete Begriffe) oder eine Gewichtung der Merkmale und Ausprägungen durchzuführen.

## Beispiel
Ein neuer Tisch soll entwickelt werden
| Merkmale            | Ausprägung 1 | Ausprägung 2 | Ausprägung 3 | Ausprägung 4 | Ausprägung 5 | Ausprägung 6 |
| Anzahl der Beine    | 0            | 1            | 3            | 4            | 5            | 100          |
| Material            | Holz         | Glas         | Kunststoff   | Kork         | Stoff        | Gummi        |
| Höhe in Zentimetern | 0            | 20           | 50           | 70           | 100          | 200          |
| Form                | rund         | quadratisch  | rechteckig   | Freiform     |              |              |

Idee: keine Beine, Glas, 100 cm, rund:

Der Tisch schwebt – wird z. B. von der Decke abgehängt.

## Erfahrungen
Bei komplexen Problemen ist es zweckmäßig, in einer Gruppe zu arbeiten, um die Vielseitigkeit der Lösungen zu fördern. Bei der Suche nach Ausprägungen zu den erarbeiteten Merkmalen kann oft der Einsatz einer anderen Gruppe vorteilhaft sein, welche die ursprüngliche Aufgabenstellung noch nicht kennt. Dies kann Denkbarrieren vermeiden und originelle Lösungen hervorbringen.
Probleme können  bei der Erarbeitung der wesentlichen Merkmale und der Abgrenzung der Merkmale und ihrer Ausprägungen entstehen. Problematisch ist auch die Bewertung bei einer sehr großen Anzahl von Lösungen. Wenn es zur Auswahlentscheidung kommt, passiert es häufig, dass zu große Gruppen ineffizient sind.
Die Methode kann keine radikalen Innovationen produzieren, weil der Raum der möglichen Eigenschaften durch die gewählten Dimensionen der Matrix von vornherein beschränkt ist. Der schwebende Tisch im Beispiel ist nicht durch eine Kombination von Parameterwerten entstanden, sondern durch die Wahl der Tischbeinanzahl als Dimension. Darin liegt der eigentliche kreative Schritt, denn es ist nicht naheliegend, diese Eigenschaft zur Disposition zu stellen.

## Alternativen
Vorbereitende Techniken zur Ideenproduktion sind:
- Rollenspiel
- Utopiespiel
- Pro-und-kontra-Spiel

Weitere spezielle Problemlösungstechniken sind:
- Brainstorming
- Methode 635
- Collective-Notebook (CNB)
- Synektik
- Assoziogramm
- TRIZ
- GALFMOS